# Mikrokontinent
| Mikrokontinent |
| --- |
| Kerguelenplatån utgör en till största sjunken mikrokontinent. - Betydelse – isolerad del av kontinental jordskorpa - Bakgrund – kontinentfragment som isolerats genom plattektoniska rörelser - Exempel – Kerguelenplatån, Zeelandia, Seychellerna |

En mikrokontinent är en isolerad del av kontinental jordskorpa. Den är i regel långt mindre än de landmassor som utgör jordens stora kontinenter, men karaktäristiken är densamma. Det inkluderar sammansättningen hos berggrunden och förekomsten av en kontinentalsockel.

## Exempel och varianter
En mikrokontinent kan centreras kring en eller flera större eller mindre öar, där Fiji och Madagaskar är två exempel. Den kontinentala jordskorpan kan vara mestadels nedsjunken i havet, som hos Kerguelenplatån, Seychellerna och Mauritius. Dessa kan då kategoriseras som sjunkna kontinenter. Ett exempel på en mikrokontinent som till största delen av nedsjunken i havet men fortfarande har kvar större landmassor ovanför vattenytan är Zeelandia.

## Geografi
En mikrokontinent är i regel del av en större kontinentalplatta, men den kan omges av sprick- eller subduktionszoner. Tongagraven och Kermadecgraven är två sådana zoner i närheten av Fiji och Zeelandia. Kerguelenplatån har tidigare varit belägen i gränsen mellan de indoaustraliska och antarktiska plattorna, men rörelser i och under jordskorpan har skjutit in platån över den antarktiska plattan. Zeelandia breder ut sig både över den indoaustraliska och stillhavsplattan.